# Canaloplastie
La canaloplastie est une chirurgie qui a pour but de corriger la sténose congénitale des conduits auditifs externes. Elle peut également traiter les exostoses et les érosions du conduit auditif. Les surfeurs développent parfois des exostoses, alors ce sont souvent eux qui bénéficient de cette chirurgie.
Il existe un traitement tout à fait distinct pour le glaucome qui porte également le nom de canaloplastie.